# 杨侨镇
杨侨镇，是中华人民共和国广东省惠州市博罗县下辖的一个乡镇级行政单位。

## 行政区划
杨侨镇下辖以下地区：
桥东社区、桥西社区、朝田街道生活区、坪塘街道生活区、榄岭街道生活区、大坑街道生活区、石岗岭街道生活区、塔下街道生活区、塔东街道生活区、小坑街道生活区、石坝街道生活区、十二岭街道生活区、风门街道生活区和桔子街道生活区。